# Ryuji Sato (ator)
Ryūji Satō (佐藤流司, Satō Ryūji) (Miyagi, 17 de janeiro de 1995) é um ator, cantor e modelo japonês. Como ator, é representado pela Himawari Theatre Group e como cantor, pela JVCKenwood Victor Entertainment. É vocalista da dupla de rock do movimento visual kei The Brow Beat com Hakuei.
No teatro, fez o papel de Sasuke de Naruto várias vezes, interpretou Kashuu Kiyomitsu no primeiro e segundo teatro musical de Touken Ranbu fez papel de protagonista em Jujutsu Kaisen, entre outros.

## Carreira
Após ver um anúncio no jornal, testou para a agência Himawari Theatre Group e foi aceito. Estreou como ator em 2011, aos 16 anos, na série de televisão Kamen Rider Fourze. Após mudar-se para Tóquio em abril de 2012, no ano seguinte atuou em sua primeira peça de teatro, Nintama Rantarō.
Com Hakuei do Penicillin, formou a banda The Brow Beat em 2018. A dupla entrou em uma gravadora major em 2021, a Pony Canyon, e produziu o tema de abertura de Yu-Gi-Oh! Sevens, "Harevutai"  Após lançarem o álbum 404 em 27 de abril, embarcaram em uma turnê pelo Japão.

## Vida pessoal
Ryuji é fã de rock desde cedo, influenciado por seus pais, e uma de suas maiores influências é o The Gazette, em especial a canção "Guren". Em entrevista com a revista Eureka, contou que antes do The Brow Beat participou brevemente de uma banda visual kei como baterista.
Ele se interessou pela indústria do entretenimento desde jovem, e quando criança almejava ser comediante, ator, músico ou advogado. No entanto, seus pais o  desencorajavam, pedindo para ele seguir um "estilo de vida normal".